# Saint-Julien-en-Quint
Saint-Julien-en-Quint – miejscowość i gmina we Francji, w regionie Owernia-Rodan-Alpy, w departamencie Drôme.
Według danych na rok 1990 gminę zamieszkiwały 162 osoby, a gęstość zaludnienia wynosiła 3 osób/km² (wśród 2880 gmin regionu Rodan-Alpy Saint-Julien-en-Quint plasuje się na 1460. miejscu pod względem liczby ludności, natomiast pod względem powierzchni na miejscu 53.).